# Coenosia imperator
Coenosia imperator este o specie de muște din genul Coenosia, familia Muscidae. A fost descrisă pentru prima dată de Walker în anul 1849. Conform Catalogue of Life specia Coenosia imperator nu are subspecii cunoscute.